# Öster-Hasslingen
Öster-Hasslingen är en sjö i Krokoms kommun i Jämtland och ingår i Indalsälvens huvudavrinningsområde. Sjön har en area på 0,368 kvadratkilometer och ligger 435,4 meter över havet. Sjön avvattnas av vattendraget Hasslingsån (Fjällån).

## Delavrinningsområde
Öster-Hasslingen ingår i det delavrinningsområde (710258-142905) som SMHI kallar för Utloppet av Öster-Hasslingen. Medelhöjden är 480 meter över havet och ytan är 1,99 kvadratkilometer. Räknas de 35 avrinningsområdena uppströms in blir den ackumulerade arean 182,48 kvadratkilometer. Hasslingsån (Fjällån) som avvattnar avrinningsområdet har biflödesordning 3, vilket innebär att vattnet flödar genom totalt 3 vattendrag innan det når havet efter 299 kilometer. Avrinningsområdet består mestadels av skog (73 procent). Avrinningsområdet har 0,38 kvadratkilometer vattenytor vilket ger det en sjöprocent på 18,8 procent.